# Musakhel (Distrikt)
Der Distrikt Musakhel (Urdu ضلع موسیٰ خیل) ist ein Verwaltungsdistrikt in Pakistan in der Provinz Belutschistan. Sitz der Distriktverwaltung ist die Stadt Musakhel Bazar.

## Geographie

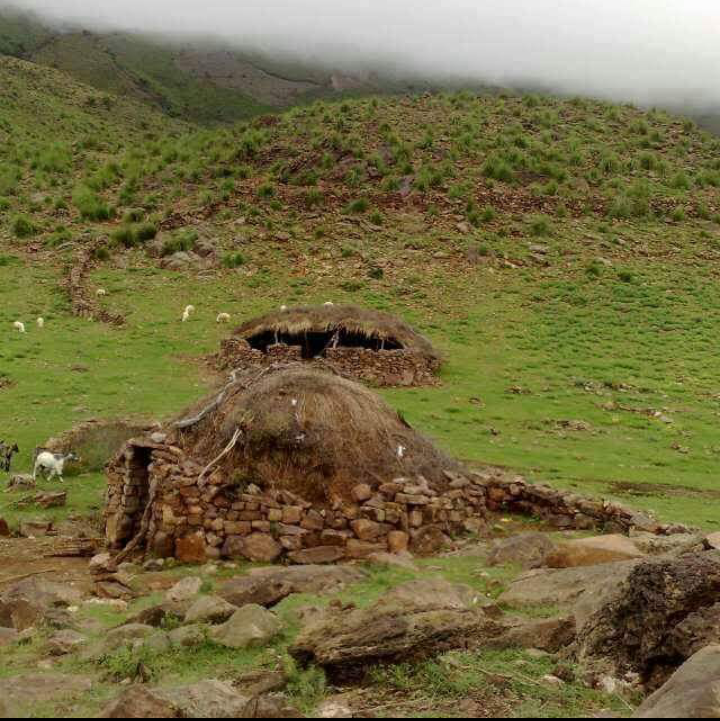
Schutzhütten in einem Bergdorf in Musakhel

Der Distrikt liegt sich Nordosten der Provinz Belutschistan und grenzt an die Provinzen Chaibar Pachtunchwa (engl. Khyber Pakhtunkhwa) und Punjab. Die Topographie ist größtenteils von Bergland geprägt. Es gibt zwei Haupt-Gebirgszüge, Surghar und Torghar, die in nord-südlicher Richtung verlaufen und die Ausläufer des Sulaimangebirges sind. Das größte Tal im Bezirk ist das Musakhail Sahra.

## Klima
Das Klima von Musakhail ist halbtrocken und kann in die Temperaturkategorie „warmer Sommer und milder Winter“ eingeordnet werden. Der Sommer ist länger als der Winter und dauert etwa 7 Monate von April bis Oktober. Regenzeit ist meist in den Monaten April und August.

## Geschichte
Musakhel teilte weitgehend die Geschichte der Region Kandahar. Das Gebiet wurde nacheinander von den Ghaznawiden, den Kartiden, dem Mongolenkhan Timur und dessen Nachfolgern, Sultan Husayn Bayqara (1470–1480) und Emir Shuja-ud-din Zunnun (1480–1504) beherrscht. Zwischen 1505 und 1559 gehörte die Region Kandahar zum Mogulreich, danach zum persischen Safawidenreich. 1595 bis 1622 herrschten wieder die Moguln und danach wieder die Safawiden. Nach einem Intermezzo von einigen Jahrzehnten weitgehender Autonomie wurde die Gegend 1737 von Nader Schah wieder in das Persische Reich eingegliedert. Nach 1747 kam sie zum großafghanischen Durrani-Reich. Nach dem Zweiten Anglo-Afghanischen Krieg übernahmen die Briten die Kontrolle über das spätere nördliche Belutschistan und am 1. November 1887 wurde das gesamte Gebiet zu einem Teil von Britisch-Indien erklärt. Musakhel wurde administrativ Teil der Zhob Agency und ab Oktober 1903 zu einem Tehsil im Distrikt Loralai. In diesem Status verblieb Muskakhel auch nach Ende der britischen Kolonialzeit 1947 und während der folgenden Zugehörigkeit zu Pakistan, bis es am 1. Januar 1992 aus Loralai herausgelöst und zu einem eigenen Distrikt erklärt wurde.

## Verwaltungsgliederung
Der Distrikt war 2017 administrativ in drei Tehsils unterteilt (Drug, Kingri und Musakhel).

## Demografie
| Jahr | Einwohnerzahl |
| ---- | ------------- |
| 1998 | 134.056       |
| 2017 | 167.017       |

Nach der Volkszählung 2017 lebten 167.243 Einwohner auf einer Fläche von 5728 km². Die Bevölkerungsdichte beträgt 29 Einwohner/km². In 24.826 Haushalten lebten 90.240 Männer und 76.777 Frauen, entsprechend einem Geschlechterverhältnis von 117,5 Männer pro 100 Frauen. Etwa 8 % lebten in städtischen und 92 % in ländlichen Regionen. Zwischen 1998 und 2017 wuchs die Bevölkerung um jährlich 1,17 %.
Die Verteilung der Muttersprachen war 2017 die folgende: Paschtunisch 83,3 %, Belutschisch 12,5 %, Saraiki 0,7 %, alle Übrigen 3,5 %. 99,9 % der Bevölkerung waren Muslime.
Die Alphabetisierungsrate in den Jahren 2014/15 bei der Bevölkerung ab 10 Jahren lag bei 43 % (Frauen: 28 %, Männer: 57 %).

## Wirtschaft
Die Landwirtschaft bildet die wirtschaftliche Basis. Nach der Agrarstatistik 2009 war die wichtigste Rabi-Feldfrucht Weizen, gefolgt von Gerste mit 88,7 % bzw. 5,1 % der gesamten Rabi-Anbaufläche. Die wichtigste Kharif-Feldfrucht war Mais, gefolgt von Hirse mit 30,7 % und 18,0 % der Kharif-Anbau-Fläche. An Früchten wurden Mandeln, Äpfel, Aprikosen und Granatäpfel angebaut.
Seit den 1980er Jahren wird im Distrikt Steinkohle abgebaut.